# Boiry-Saint-Martin
Boiry-Saint-Martin is een gemeente in het Franse departement Pas-de-Calais (regio Hauts-de-France) en telt 281 inwoners (1999). De plaats maakt deel uit van het arrondissement Arras.

## Geografie
De oppervlakte van Boiry-Saint-Martin bedraagt 3,5 km², de bevolkingsdichtheid is 80,3 inwoners per km².
De onderstaande kaart toont de ligging van Boiry-Saint-Martin met de belangrijkste infrastructuur en aangrenzende gemeenten.

## Demografie
Onderstaande figuur toont het verloop van het inwonertal (bron: INSEE-tellingen).